# Spigno Saturnia
Pour les articles homonymes, voir Spigno.
Spigno Saturnia est une commune italienne d'environ 2 800 habitants, située dans la province de Latina, dans la région Latium, en Italie centrale.

## Géographie
en haut de la montagne

## Administration
| Période                                  | Période | Identité | Étiquette | Qualité |
| ---------------------------------------- | ------- | -------- | --------- | ------- |
|                                          |         |          |           |         |
| Les données manquantes sont à compléter. |         |          |           |         |

### Hameaux
Campodivivo, S.Stefano.

### Communes limitrophes
Ausonia, Coreno Ausonio, Esperia, Formia, Minturno.